# Gaius Iulius Proculus
Gaius Iulius Proculus (vollständige Namensform Gaius Iulius Marci filius Voltinia Proculus) war ein im 2. Jahrhundert n. Chr. lebender römischer Politiker. Durch eine Inschrift, die in Antium gefunden wurde und die bei der Epigraphik-Datenbank Clauss-Slaby auf 109/117 datiert wird, ist seine Laufbahn bekannt.
Proculus übte zunächst im Rahmen des Vigintivirats das Amt eines IIIvir aere argento auro flando feriundo aus. Danach wurde er Quaestor Augustorum. Im Anschluss leistete er seinen Militärdienst als Militärtribun in der Legio IIII Scythica, die ihr Hauptlager in Zeugma in der Provinz Syria hatte. Nach Rom zurückgekehrt, waren die nächsten Positionen seiner Laufbahn (in dieser Reihenfolge): ab actis Imperatoris Traiani Augusti, Volkstribun und Praetor. Im Anschluss war er Legat der Legio VI Ferrata, die in der Provinz Syria stationiert war. Die weiteren Positionen seiner Laufbahn waren (in dieser Reihenfolge): Statthalter der Region Transpadana (Norditalien, nördlich des Po-Flusses), Statthalter in der Provinz Gallia Lugdunensis, in der er einen Zensus durchführen ließ und zuletzt curator operum publicorum (Kurator der öffentlichen Arbeiten) in Rom.
Durch Militärdiplome, die auf den 14. Oktober 109 datiert sind, ist belegt, dass Proculus 109 zusammen mit Gaius Aburnius Valens Suffektkonsul war; die beiden übten das Amt vom 1. September bis zum 31. Dezember aus. Darüber hinaus werden die beiden Konsuln auch in den Fasti Ostienses aufgeführt.
Proculus war in der Tribus Voltinia eingeschrieben und stammte möglicherweise aus der Provinz Gallia Narbonensis. Er hatte im Laufe seiner Karriere die Priesterämter eines Quindecimviri sacris faciundis und eines Fetialis ausgeübt. In Antium, wo ihm zu Ehren die Inschrift errichtet wurde, war er Patron.